# Aloe parvula
Aloe parvula är en grästrädsväxtart som beskrevs av Alwin Berger. Aloe parvula ingår i släktet Aloe och familjen grästrädsväxter. Inga underarter finns listade i Catalogue of Life.

## Bildgalleri

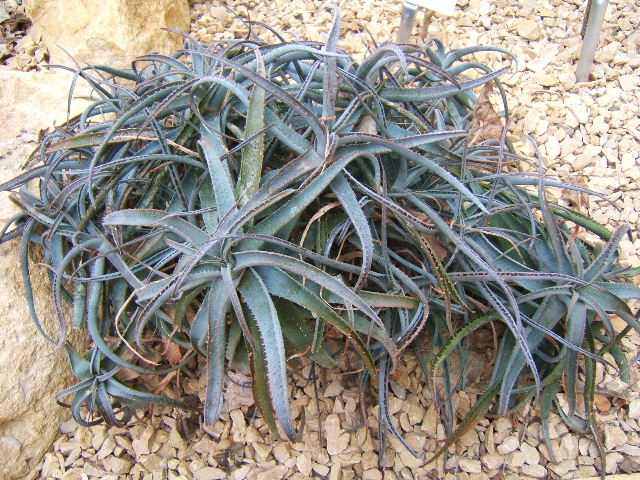
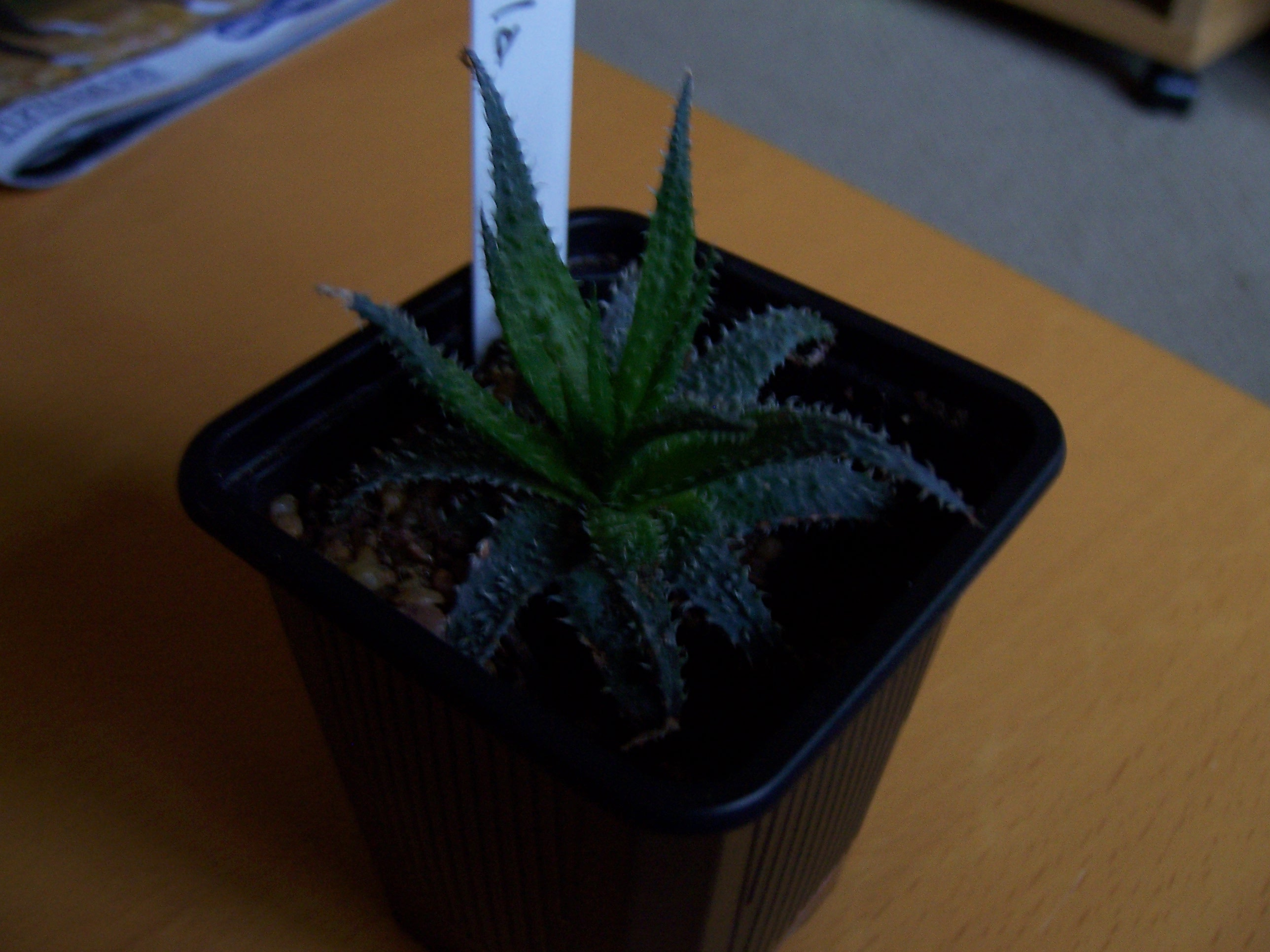